# Comunità del Galles
Una comunità del Galles (in inglese community, in gallese cymuned) è una suddivisione amministrativa del Galles, di cui costituisce il più basso livello di governo locale, corrispondente alle parrocchie civili in Inghilterra e paragonabile ai comuni italiani e francesi.

## Storia
Fino al 1974 il Galles era suddiviso in parrocchie civili. Queste vennero abolite, con legge del governo locale, e sostituite dalle community. Nonostante in Inghilterra esistano località non parrocchie civili, nessuna località del Galles è al di fuori di una community.
Secondo il censimento del 2001 vi erano 869 comunità in Galles. Esse variano in superficie da Rhayader con un'area di 13 945 ettari a Cefn Fforest che ne conta soltanto 64. Barry è la comunità più popolosa con 45 053 abitanti registrati nel censimento del 2001.

## Elenco comunità

### Blaenau Gwent
- Abertillery
- Badminton [1]
- Beaufort
- Brynmawr
- Cwm
- Ebbw Vale North [1]
- Ebbw Vale South [1]
- Llanhilleth
- Nantyglo and Blaina
- Rassau [1]
- Tredegar

### Bridgend
- Brackla
- Bridgend
- Cefn Cribwr
- Coity Higher
- Cornelly
- Coychurch Higher
- Coychurch Lower
- Garw Valley
- Laleston
- Llangynwyd Lower
- Llangynwyd Middle
- Maesteg
- Merthyr Mawr
- Newcastle Higher
- Ogmore Valley
- Pencoed
- Porthcawl
- Pyle
- St Bride's Minor
- Ynysawdre

### Caerphilly
- Aber Valley
- Abercarn
- Argoed
- Bargoed
- Bedwas, Trethomas and Machen
- Blackwood
- Caerphilly
- Cefn Fforest
- Crosskeys
- Crumlin
- Darran Valley
- Gelligaer
- Llanbradach and Pwllypant
- Maesycwmmer
- Nelson
- New Tredegar
- Newbridge
- Pengam
- Penmaen
- Penyrheol, Trecenydd and Energlyn
- Pontllanfraith
- Rhymney
- Risca East[2]
- Risca West [2]
- Rudry
- Van
- Ynysddu

### Cardiff
- Adamsdown
- Butetown
- Caerau
- Canton
- Castle
- Cathays
- Cyncoed
- Ely
- Fairwater
- Gabalfa
- Grangetown
- Heath
- Lisvane[3]
- Llandaff
- Llandaff North
- Llanedeyrn  (creata nel 2016) [4]
- Llanishen
- Llanrumney
- Old St Mellons[3]
- Pentwyn
- Pentyrch [3]
- Penylan
- Pontcanna (creata nel 2016) [4]
- Pontprennau
- Radyr and Morganstown[3]
- Rhiwbina
- Riverside
- Roath (vecchio nome Plasnewydd) [5]
- Rumney
- Splott (Tremorfa eliminata nel 2016) [4]
- St Fagans [3]
- Thornhill  (creata nel 2016) [4]
- Tongwynlais [3]
- Tremorfa
- Trowbridge
- Whitchurch

### Carmarthenshire
- Abergwili
- Abernant 40
- Ammanford
- Betws
- Bronwydd
- Carmarthen
- Cenarth
- Cilycwm
- Cilymaenllwyd
- Cwmamman
- Cynwyl Elfed
- Cynwyl Gaeo
- Dyffryn Cennen
- Eglwyscummin
- Gorslas
- Henllanfallteg
- Kidwelly
- Laugharne Township
- Llanarthney
- Llanboidy
- Llanddarog
- Llanddeusant
- Llanddowror
- Llandeilo
- Llandovery
- Llandybie
- Llandyfaelog
- Llanedi
- Llanegwad
- Llanelli
- Llanelli Rural
- Llanfair-ar-y-bryn
- Llanfihangel Aberbythych
- Llanfihangel-ar-arth
- Llanfihangel Rhos-y-corn
- Llanfynydd
- Llangadog
- Llangain
- Llangathen
- Llangeler
- Llangennech
- Llangunnor
- Llangyndeyrn
- Llangynin
- Llangynog
- Llanllawddog
- Llanllwni
- Llannon
- Llanpumsaint
- Llansadwrn
- Llansawel
- Llansteffan
- Llanwinio
- Llanwrda
- Llanybydder
- Llanycrwys
- Manordeilo and Salem
- Meidrim
- Myddfai
- Newcastle Emlyn
- Newchurch and Merthyr
- Pembrey and Burry Port Town
- Pencarreg
- Pendine
- Pontyberem
- Quarter Bach
- St Clears
- St Ishmael
- Talley
- Trelech
- Trimsaran
- Whitland

### Ceredigion
- Aberaeron
- Aberporth
- Aberystwyth (città)
- Aberystwyth Town Council
- Beulah
- Blaenrheidol
- Borth
- Cardigan
- Ceulanamaesmawr
- Ciliau Aeron
- Dyffryn Arth
- Faenor
- Geneu'r Glyn
- Henfynyw
- Lampeter
- Llanarth
- Lanbadarn Fawr
- Llanddewi Brefi
- Llandyfriog
- Llandysiliogogo
- Llandysul
- Llanfair Clydogau
- Llanfarian
- Llanfihangel Ystrad
- Llangeitho
- Llangoedmor
- Llangrannog
- Llangwyryfon
- Llangybi
- Llangynfelyn
- Llanilar
- Llanllwchaiarn
- Llanrhystyd
- Llansantffraed
- Llanwenog
- Llanwnnen
- Lledrod
- Melindwr
- Nantcwnlle
- New Quay
- Penbryn
- Pontarfynach
- Tirymynach
- Trawsgoed
- Trefeurig
- Tregaron
- Troedyraur
- Y Ferwig
- Ysbyty Ystwyth
- Ysgubor-y-coed
- Ystrad Fflur
- Ystradmeurig

### Conwy
- Abergele
- Betws-y-coed
- Betws yn Rhos
- Bro Garmon
- Bro Machno
- Caerhun
- Capel Curig
- Cerrigydrudion
- Colwyn Bay
- Conwy
- Dolgarrog
- Dolwyddelan
- Eglwysbach
- Henryd
- Kinmel Bay and Towyn
- Llanddoged and Maenan
- Llanddulas and Rhyd-y-foel
- Llandudno
- Llanfair Talhaiarn
- Llanfairfechan
- Llanfihangel Glyn Myfyr
- Llangernyw
- Llangwm
- Llannefydd
- Llanrwst
- Llansanffraid Glan Conwy
- Llansannan
- Llysfaen
- Mochdre
- Old Colwyn
- Penmaenmawr
- Pentrefoelas
- Rhos-on-Sea
- Trefriw
- Ysbyty Ifan

### Denbighshire
- Aberwheeler
- Betws Gwerfil Goch
- Bodelwyddan
- Bodfari
- Bryneglwys
- Cefn Meiriadog
- Clocaenog
- Corwen
- Cwm
- Cyffylliog
- Cynwyd
- Denbigh
- Derwen
- Dyserth
- Efenechtyd
- Gwyddelwern
- Henllan
- Llanarmon-yn-Iâl
- Llanbedr Dyffryn Clwyd
- Llandegla
- Llandrillo
- Llandyrnog
- Llanelidan
- Llanfair Dyffryn Clwyd
- Llanferres
- Llangollen
- Llangynhafal
- Llanrhaeadr-yng-Nghinmeirch
- Llantysilio
- Llanynys
- Nantglyn
- Prestatyn
- Rhuddlan
- Rhyl
- Ruthin
- St Asaph
- Trefnant
- Tremeirchion
- Waen